# Ramabai Medhavi
Ramabai Medhavi o Ramabai Sarasvati, coneguda també com a Pandita Ramabai (en marathi, रमा बिपिन मेधावी; en hindi, पंडिता रमाबाई), (Mangalore, 23 d'abril de 1858 - Pune, 5 d'abril de 1922) va ser una reformadora social índia, va contribuir enormement a l'emancipació de la dona índia, i va ser pionera en l'educació. Va rebre els títols de «Pandita» i «Sarasvatí» com a erudita del sànscrit després d'examinar-se en la facultat de la Universitat de Calcuta.
Pandita Ramabai va ser una treballadora social, acadèmica i promotora dels drets de la dona, la llibertat i l'educació. Pandita Ramabai va participar en el moviment de la llibertat i va ser una de les 10 dones delegades de la sessió del Congrés de 1889.

## Biografia

### Joventut i formació
Ramabai Sarasvati va néixer com a Ramabai Dongre el 23 d'abril de 1858 en una família bramana chitpavan. Era la filla de l'erudit sànscrit Anant Shastri Dongre i de la seva segona esposa, Lakshmibai Dongre. Anant Shastri Dongre va ensenyar a la seva segona dona i la seva filla els texts sànscrits, un fet estrany en aquella època. Quan els seus pares van morir en la gran fam de 1876-1878, Ramabai i el seu germà Srinivas van decidir continuar el treball del seu pare. Els germans van viatjar per tota l'Índia. La fama de Ramabai com a professora va arribar fins a Calcuta, on els pandits la van convidar a parlar.
En 1878, la Universitat de Calcuta li va conferir el títol de Pandita, així com el títol més alt de Sarasvatí, en reconeixement de les seves interpretacions de diverses obres de sànscrit. El reformista teista Keshab Chandra Sen (en bengalí, কেশবচন্দ্র সেন) li va donar una còpia dels Vedas, la més sagrada de tota la literatura índia, i li va animar a llegir-los.
Després de la mort del seu germà Srinivas en 1880, Ramabai es va casar amb l'advocat bengalí Babu Behari Das Medhavi. El nuvi era un kayastha bengalí, d'una casta inferior a la seva. Es van casar en una cerimònia civil el 13 de novembre de 1880. La parella va tenir una filla, anomenada Manorama.
Ramabai va decidir passar la seva vida intentant millorar l'estatus de la dona a l'Índia. Va estudiar i debatre els temes relacionats amb les dones índies, especialment les tradicions índies. Va parlar contra la pràctica del matrimoni infantil i les consegüents restriccions a la vida de les vídues infantils. Ella i el seu marit van planejar iniciar una escola per a vídues infantils, quan Medhvi va morir el 1882.
Ramabai va ser activa en el Brahmo Samaj de Calcuta, un moviment social i religiós que promou la reforma i la modernització de l'hinduisme.

### Activisme social
Després de la mort de Medhvi, Ramabai es va traslladar a Poona on va fundar Arya Mahila Samaj (Societat femenina ària). El propòsit de la societat era promoure la causa de l'educació i l'alliberament de les dones de l'opressió del matrimoni infantil. Quan en 1882 una comissió va ser designada pel Govern de l'Índia per estudiar l'educació, Ramabai va donar proves abans que ella. En un discurs a la Lord Ripon's Education Commission (Comissió d'Educació de Lord Ripon), va declarar amb fervor: 
| « | El 99% d'homes educats d'aquest país s'oposen a l'educació de la dona i a la millora de la posició de les dones. Si observen la menor falta, agafen el gra de la mostassa de la muntanya i intenten arruïnar el caràcter d'una dona. | » |

Va suggerir que es formessin professores i que es nomenessin inspectores escolars. A més, va dir que, com la situació a l'Índia era que les condicions de les dones eren tals que les dones només podien tractar-se amb medicaments, les dones índies haurien d'ingressar a centres mèdics. Les idees de Ramabai van crear una gran sensació i van arribar a la reina Victòria. Va donar fruits més tard en l'inici del Women's Medical Movement (Moviment Mèdic de les Dones) de Lady Dufferin.
Ramabai també era poetessa i erudita. Durant la seva vida, Ramabai va viatjar molt. Per aprendre més sobre l'educació de les dones i rebre formació per a la seva batalla de l'alliberament de les dones de l'Índia, va visitar la major part de l'Índia. Va anar a Gran Bretanya (1883) per iniciar la seva formació mèdica. Durant la seva estada es va convertir al cristianisme. Des de Gran Bretanya va viatjar als Estats Units per assistir a la graduació de la primera metgessa índia, Anandi Gopal Joshi (en marathi, आनंदीबाई गोपाळराव जोशी). Durant aquest temps també va traduir llibres de text i va fer conferències a tot Estats Units i el Canadà. Les seves conferències als Estats Units van portar a formar associacions Ramabai a totes les principals ciutats americanes per recaptar fons per les seves causes. També va trobar temps per escriure i publicar un dels seus llibres més importants, The High-Caste Hindu Woman. Aquest va ser també el primer llibre que va escriure en anglès. Ramabai va dedicar aquest llibre a la doctora Anandi Gopal Joshi, que va morir al febrer de 1887, menys de sis mesos després de tornar a l'Índia des d'Amèrica. The High-Caste Hindu Woman, segons les seves creences, va mostrar els aspectes més foscos de la vida de les dones índies, incloent les esposes i vídues infantils, i va intentar exposar l'opressió de les dones a l'Índia britànica.
El 1896, durant una severa fam, Ramabai va recórrer els pobles de Maharashtra amb una caravana de carros de bou. Va rescatar a milers de nens marginats, vídues infantils, orfes i dones indigents i els va portar als refugis Mukti i Sharada Sadan. Al 1900 hi havia 1.500 residents i més d'un centenar de bestiar a la missió Mukti i també va establir una església. Actualment, la Missió Pandita Ramabai Mukti encara està activa i proporciona habitatge, educació, formació professional i serveis mèdics a molts grups necessitats, incloses les vídues, els orfes i els cecs.

### Conversió al cristianisme
Ramabai va estar influenciada pels escrits del teòleg protestant Nehemiah Goreh. Durant un viatge a Anglaterra, Pandita Ramabai pren el pas decisiu; demana el baptisme i és rebuda a l'Església Anglicana el 29 de setembre de 1893. Això planteja una gran controvèrsia en els cercles indis, però ella insisteix que el seu cristianisme no la vincula a cap denominació ni a cap església particular. Continua els seus recitals i conferències sobre les escriptures índies i roman vegetariana. Com a resultat, d'altra banda, els cristians qüestionen la seva conversió; de fet, ella continua el seu camí personal de gran llibertat i coratge espiritual, guiada (segons les seves paraules) per la força de Crist, la que ella ha experimentat i accepta sotmetre's.
La seva fe cristiana reforça, de fet, el seu compromís diari al servei de les dones índies, denunciant la societat índia que subjuga a les dones i, en tots els àmbits, ho fa amb violència. Contribueix a l'aparició d'una teologia cristiana índia més pràctica que dogmàtica: abans que tot, el servei dels altres. Crist transcendeix totes les denominacions, esglésies o escoles de pensament. És conegut al fons dels cors.
Res no li va irritar tant com les divisions dins del cristianisme. La fe en Jesucrist és molt més que acceptar un credo i una doctrina sobre això: 
| « | En una Índia ja profundament dividida pel seu sistema de castes, el cristianisme afegeix altres divisions. | » |

A partir de 1904 va començar una traducció personal de la Bíblia en marathi. Pandita Ramabai va continuar convidant als cristians a superar les seves divisions per crear una «església nacional indígena».
A partir de 1920 la seva salut dona senyals de fatiga. Ramabai confia la seva feina, especialment la Missió Mukti, a la seva filla Manorama Bai, però va morir el 1921. Nou mesos més tard, el 5 d'abril de 1922, Pandita Ramabai, que havia patit de bronquitis sèptica, va morir a la casa que va fundar, la Sharada Sadan, a Poona.

## Vida familiar

Pandita Ramabai i la seva filla, Manorama Bai, 1911

Com que Pandita Ramabai es va involucrar en el servei social, va tenir poc temps per a fer vida familiar. La seva infància va estar plena de dificultats, va perdre els seus pares durant la seva joventut i el seu marit va morir als dos anys de matrimoni.
També havia de educar a la seva única filla, Manorama Bai, i ho va fer bé; Manorama va completar el seu BA a la Universitat de Bombai, va anar als Estats Units per obtenir estudis superiors, va tornar a l'Índia i va treballar com a directora de la Sharada Sadan, a Bombai. Amb la seva ajuda, Pandita Ramabai va establir l'escola secundària cristiana a Gulbarga (actualment a Karnataka), un districte del sud de l'Índia, durant 1912, i la seva filla va ser la directora de l'escola.

## Honors i commemoracions
- Medalla Kaisar-i-Hind pels serveis comunitaris el 1919, atorgada pel Govern Britànic.
- «Pandita» i «Sarasvatí» a Bengala (abans d'anar a la Gran Bretanya), en reconeixent de les seves habilitats en el sànscrit.
- El calendari litúrgic de l'Església Episcopal als Estats Units l'honra el 5 d'abril.
- En reconeixement dels serveis destacats prestats a la causa de les dones índies, el Servei Postal de l'Índia va emetre un segell de correus amb la seva efígie el 26 d'octubre de 1989.
- El 1994, la Unió Astronòmica Internacional va anomenar un cràter de Venus en el seu honor (cràter Medhavi).[11]